# Stratigrafi
 For alternative betydninger, se Stratifikation. (Se også artikler, som begynder med Stratifikation)
Stratigrafi (af latin "stratum") er i videnskabelig sammenhæng 'lag' og -grafi, 
læren om jordlagene og deres beliggenhed. Begrebet anvendes inden for arkæologi og geologi. 
For arkæologer er det essentielt at iagttage stratigrafien i et udgravningsfelt for at forstå kulturlagenes opbygning og dokumentere dem. 
Geologer fokuserer på den naturlige stratigrafi. Geologiske lag kan være flere kilometer tykke.

## Arkæologisk stratigrafi – udvikling og anvendelse
Den arkæologiske stratigrafi er et vigtigt redskab for arkæologen, og de stratigrafiske lagsekvenser kan have vidt forskellig form og tykkelse.
At forstå og anvende stratigrafien under udgravning begyndte i slutningen af 1700-tallet, men først i mellemkrigsårene og især efter 2. verdenskrig gik udviklingen hurtigt, og brugen af den arkæologiske stratigrafi blev almindelig.
Forståelsen og anvendelsen af arkæologisk stratigrafi hænger nøje sammen med den metode og teknik, hvormed en udgravning bliver udført. I 1800-tallet var det genstandene, der var det vigtige, og her blev hullet i jorden den eneste acceptable udgravningsform. Da laginddeling og position af genstandene i jorden blev interessant, blev udgravning ved horisontal stratigrafi og egentlig stratigrafi af stor interesse. Registreringen og opmålingen af stratigrafien blev også udviklet. I enkelte tilfælde blev dele af udgravningsfeltet efterladt urørt, i andre tilfælde blev det hele gravet op: man begyndte at fokusere mere på lagene end tidligere.

### Kulturlags dokumentation
Det at registrere stratigrafien er gennem tiden blevet gjort på flere forskellige måder gennem beskrivelser og tegninger af horisontale og vertikale snit i udgravningsfelterne. Med tiden fandt man ud af at navngive lag og inddele udgravningsfeltet i kvadrater, så det var muligt at sammenholde de fundne genstande med lagene. 
Et problem, som arkæologen må tage stilling til, er, hvad der skal registres. Arkæologen arbejder med mange kulturlag og geologisk skabte lag (erosion), og overskueligt er det ikke altid. Desuden skal arkæologen forstå de lag som han finder og sammenhængen mellem dem. Afgravning og redeponeringer fra datiden er ikke altid lige nemme at iagttage eller forstå, og derfor må arkæologen have et omfattende kendskab til, hvorledes stratigrafien dannes. I lang tid herskede reglen om superpositioneringen af lagene: det lag der er ældst er nederst, det lag der er yngst er øverst, men var det ikke fordi stratigrafien konstant er i forandring og udvikling gennem såvel naturlige (erosion) som menneskeskabte (afgravning og redeponering) processer, ville denne påstand passe perfekt. Reglen om superpositionerne skal bruges med omtanke. Dog kan stratigrafien også her bruges til at forstå menneskeskabte processer i datiden (behovet for en vold eller grøft – stolpehuller) Det genstandsmateriale, som findes i de forskellige lag, kan måske – med omtanke – anvendes til at forstå lagenes ændringer/flytninger. 
Stratigrafiske lag kan inddeles i tre grupper:
- Lag
- Konstruktioner
- Interfaces

De kan i forening give forståelse af, hvad der er sket på et givent sted i fortiden, og det er vigtigt at  registrere og se sammenhængen i stratigrafien. De arkæologiske kontekster kan fortælle meget om, hvornår, hvorfor og hvordan et givent lag dannes. 
Registreringen af stratigrafiske sekvenser i udgravningsfelter har været gjort på mange måder. I dag er den almindeligste brugen af Harris Matrix – en opstilling af arkæologiske kontekster i diagramform, hvor lagenes superpositionelle relationer blotlægges. Der skelnes mellem den fysiske matrix, hvor alle berøringerne mellem lagene registreres, og kalendermatrixen, der er simplere udført, mere overskuelig og som næsten siger præcis det samme. Matrixen viser, hvorledes lagene er placeret i forhold til hinanden, og er et værdifuldt hjælpemiddel ved forståelsen af stratigrafien ved en udgravning.
Ved at splitte lagsekvenser ad, er det muligt at gendanne stratigrafien på et givent tidspunkt, og den arkæologiske kontekst bliver herved lettere forståelig.

### Genstandsmateriale – dateringsmetoder for lag og genstande
Det, som findes i de forskellige lag, fortæller nogle gange, hvornår laget er dannet, hvornår genstanden er tabt eller absolut intet. Hvad genstanden fortæller er afhængig af både genstandens og lagenes historie. Der skelnes mellem flere typer genstande:
- Oprindelige genstande: Genstande som er fremstillet samtidig med lagets dannelse – genstande og lag anses for at være samtidige.
- Resterende genstande: Genstande som er fremstillet lang tid før laget, men som er endt deri, som følge af afgravning/redeponering eller som følge af at genstanden er gået i arv gennem længere tid før den er smidt ud.
- Infiltrerede genstande: Genstande som er fremstillet senere end laget, men som er endt i laget som følge af ”muldvarpe” – i arkæologisk fagsprog siges genstanden at være introsiv.

Dateringer af lag eller genstande er således afhængig af genstandenes og lagenes karakter. 
Vigtigt er det imidlertid at registrere genstandene således at de kan identificeres med en given arkæologisk kontekst, og her er det vigtigt at udgravningen udføres stratigrafisk, og ikke horisontalt stratigrafisk, da lagene og placeringen i udgravningsfeltet er relevant at se i kontekst. Er genstande fra samme lag, kan de være med til at datere hinanden. Før påstod mange fagfolk hårdnakket, at så længe at de har samme højde i det tredimensionale rum, er de samtidige. Men da lagene ikke altid følger præcise horisontale linjer, er dette forkert. 
Stratigrafisk datering gør brug af en række fagudtryk som terminus post quem (tidspunkt senere end) og terminus ante quem (tidspunkt tidligere end) i forbindelse med dateringen.

## Geologisk stratigrafi
Inden for geologien er stratigrafi en metode, som beskriver bjerg- og jordartsenheder, som udgør jordskorpen og deres inddeling i karakteristiske geologiske lag og lagserier.
Stratigrafiske enheder er vigtige, når man skal tolke den geologiske udvikling.
Der findes tre grundlæggende stratigrafiske enheder:
1. Litostratigrafisk enhed der defineres på basis af et bjergartslegemes litologiske sammensætning som f.eks. Sandsten eller Ler.
2. Biostratigrafisk enhed der defineres på basis af en lagseries indhold af fossiler.
3. Kronostratigrafisk enhed der dækker over alle de bjergarter der er aflejret eller dannet i løbet af en specifikt geologisk tidsinterval.

## Ekstern henvisning
- Wikimedia Commons har flere filer relateret til Stratigrafi

International Commission on Stratigraphy (engelsk)
| Geologi | Spire Denne artikel om geologi er en spire som bør udbygges. Du er velkommen til at hjælpe Wikipedia ved at udvide den. |